# Ставненская сельская община
Ставненская сельская общи́на (укр. Ставненська сільська громада) — территориальная община в Ужгородском районе Закарпатской области Украины.
Административный центр — село Ставное.
Население составляет 7 102 человека. Площадь — 302,6 км².

## Населённые пункты
В состав общины входит 12 сёл:
- Ставное
- Верховина-Быстрая
- Волосянка
- Луг
- Загорб
- Жорнава
- Лубня
- Стужица
- Тихий
- Гусный
- Сухой
- Ужок